# Jadranko Bogičević
Jadranko Bogičević (Kirin Serbia: Јадранко Богичевић, sinh 11 tháng 3 năm 1983 ở Vlasenica) là một cầu thủ bóng đá Bosnia và Herzegovina thi đấu cho Željezničar. Anh thường chơi ở vị trí hậu vệ trái.

## Sự nghiệp
Sau khởi đầu ở FK Jedinstvo Brčko, anh có một bước tiến lớn đến câu lạc bộ Serbia FK Crvena Zvezda, ở lại 2 mùa giải, nhưng không có được nhiều cơ hội, chỉ có 2 lần ra sân ở First League of Serbia và Montenegro 2003–04 và không có lần nào ở mùa giải sau đó. Sau đó, anh trở về Bosnia, và trước tiên thi đấu ở FK Borac Banja Luka, trước khi đến FK Modriča năm 2007. Since tháng 1 năm 2010 anh thi đấu cho FK Željezničar Sarajevo, sau đó chuyển đến Ironi Nir Ramat HaSharon năm 2013, và chuyển đến FK Olimpic Sarajevo.
Anh là một phần của Đội tuyển bóng đá U-21 quốc gia Bosnia và Herzegovina.